# 土耳其共产主义工人党
土耳其共产主义工人党（土耳其语：Türkiye Komünist İşçi Partisi）是土耳其的一个非法的共产主义政党。该党成立于1998年11月，分裂自土耳其革命共产党。该党的意识形态是共产主义、马克思列宁主义。该党出版刊物《十月》、《红旗》、《十月青年》和《工人公报》。